# Naturschutzgebiet Volksgarten-Bungtwald-Elschenbruch
Koordinaten: 51° 11′ 29″ N, 6° 29′ 6″ O
Das Naturschutzgebiet Volksgarten-Bungtwald-Elschenbruch befindet sich auf dem Gebiet der kreisfreien Stadt Mönchengladbach in Nordrhein-Westfalen. 
Das Naturschutzgebiet liegt im Mönchengladbacher Stadtteil Bungt östlich der Kernstadt Mönchengladbach und westlich der Kernstadt Korschenbroich entlang der östlich fließenden Niers. Am nördlichen Rand des Gebietes verläuft die Landesstraße L 381 und südlich die Kreisstraße K 3. Südöstlich erstreckt sich das 126,8 ha große Naturschutzgebiet Hoppbruch.

## Bedeutung
Das etwa 137,0 ha Gebiet wurde im Jahr 1962 unter der Schlüsselnummer MG-001 unter Naturschutz gestellt. Schutzziel ist die „Erhaltung und Optimierung naturnaher Waldgesellschaften (insbesondere der Auenwälder) als Teil eines regional bedeutsamen Schutzgebietsystems in der Niersniederung.“